# 地獄の伊東キャンプ
地獄の伊東キャンプ（じごくのいとうキャンプ）とは、1979年10月28日から11月21日まで静岡県伊東市で行われた、読売ジャイアンツ（巨人）の一軍若手選手によるキャンプ。
2リーグ分裂後のNPB球団では、事実上初の本格的な秋季キャンプであり、相当ハードな練習を課したことから、「地獄」のキャンプとして伝説となっている。

## キャンプ実施のきっかけ
1979年のシーズン、成績の低迷によりBクラスの5位で終わったことによる打開策、および主力選手の高齢化などで世代交代の必要性を感じていた当時読売ジャイアンツ監督であった長嶋茂雄の意向もあり、日本の球界史上43年ぶりとなる秋季キャンプを、長嶋が立教大学時代にキャンプを敢行していた静岡県伊東市で実施することとなった。
キャンプ地は伊東スタジアムをメインとして使用し、伊東スタジアムに程近い馬場の平地区に存在しているクロスカントリーのコースや急な上り階段を使うなど、伊東市内にある施設も利用した。

## 練習内容
若手にハードなトレーニングを課していたことで「地獄」と呼ばれるようになった。ただし、最大で5勤であったため、休日はわずかではあったが設定されていた。
キャンプの開始前日、すなわちキャンプインの日の1979年10月27日に、長嶋は参加選手全員に対し「どんな艱難辛苦にも耐えて、生き抜く心身をつくるんだ。その意識革命のために、我々はここ、伊東に馳せ参じたんだ!」と訓示し、このキャンプがハードなトレーニングを中心とすることを伊東キャンプ参加選手の全員に覚悟させた。
特に篠塚利夫や松本匡史には、ノックや守備の特訓を、体力の限界を一歩超えるところまで課した。
長嶋はノック以外にも、急勾配の坂道である馬場の平でのランニングを参加選手に対して幾度も課していた。
ハードトレーニングであったため、参加選手はキャンプ開始の数日後より、ほぼ全員が練習終了直後には自力で立てなかったり、宿舎の自室や風呂場内で横になっていたり、わずかに設けられた休日ですら、参加選手は出歩く気力すらない状態であったため、外出することはほぼ皆無であったが、それでも参加選手は翌日および休日直後の練習開始時までには体力を回復させて、無事練習に参加していた。
このようにハードなトレーニングであったものの、参加を拒否したり途中で抜け出す行為をした選手や、怪我で中途離脱した選手は誰1人もいなかった。
選手にそれぞれ個人メニューが課されており、全体練習はゼロであった。

## 参加した選手
合計で18人（当初予定では志願参加の二宮を入れて19人）が参加したが、ほぼ全員が若手選手であった。参加選手の平均年齢は23.7歳であった。
参加選手は次の通り（括弧内は参加時年齢）。
投手（6名）
- 江川卓（24歳）
- 西本聖（23歳）
- 鹿取義隆（22歳）[10]
- 角三男（23歳）[11]
- 藤城和明（23歳）
- 赤嶺賢勇（21歳）

捕手（2名）
- 山倉和博（24歳）
- 笠間雄二（26歳）（翌1980年1月に阪急ブレーブスへ移籍）[12]

内野手（5名）
- 篠塚利夫（22歳）[13]
- 中畑清（25歳）
- 河埜和正（27歳）
- 山本功児（27歳）
- 平田薫（25歳）

外野手（5名）
- 中井康之（25歳）
- 松本匡史（25歳）（この伊東キャンプからスイッチヒッターに挑戦した）[14]
- 二宮至（25歳）（志願参加）
- 中司得三（26歳）
- 淡口憲治（27歳）

なお定岡正二もこの伊東キャンプに帯同予定であったが、怪我で不参加となった。しかし定岡はその分自分自身に対して猛練習を課し、翌シーズン（プロ入り6年目にして初勝利）に向けて身体を鍛え上げて来た。また新浦寿夫は河埜や山本と同学年（1951年度生まれ）だが、先発とリリーフのフル回転であったことから、長嶋監督から休養指令が出された。
上記の選手の多くは2年後の1981年に、巨人が藤田元司監督の下で4年ぶりのリーグ優勝・8年ぶりの日本シリーズ優勝を達成した際の主力メンバーとなった。

## 帯同した主な指導者
- 長嶋茂雄監督
- 青田昇ヘッドコーチ（翌1980年1月に舌禍の責任を取って辞任）
- 杉下茂投手コーチ
- 高橋善正投手コーチ
- 与那嶺要打撃コーチ
- 土井正三守備走塁コーチ
- 上田武司守備走塁コーチ

## 巨人関連のハードトレーニング

### 茂林寺の猛練習
読売ジャイアンツのキャンプではこの伊東キャンプ以外にも「地獄のキャンプ」が過去に実施されたこともあった。それは東京巨人軍時代の球団創立翌年の1936年9月に行われた「分福キャンプ」であった。
当時はキャンプとは称さなかった時代であったが、現在の群馬県館林市に位置していた分福球場（別名は茂林寺球場）で実施していたことから、後年に「分福キャンプ」と称されることとなった。また「茂林寺の猛練習」と称されていた。
この地獄の伊東キャンプに匹敵するとされている猛練習を20人の選手に課し、第1期巨人軍黄金時代の基礎を作ったことや、「1000本ノック」をこの当時に取り入れたことも伝説となっている。
なお「1000本ノック」については現代では野球の練習にもアマチュアやプロを問わず取り入れている事例も見受けられる。

## 関連図書
- 『地獄の伊東キャンプ 完全版 長嶋茂雄が闘魂こめた二十五日間』鈴木利宗 著 河出書房新社 2023年6月22日発売。ISBN 9784309293172
- 『地獄の伊東キャンプ 一九七九年の伝道師たち』 鈴木利宗 著 大修館書店 2012年11月2日発売。ISBN 9784469290998